# تشخیص اچ‌آی‌وی/ایدز

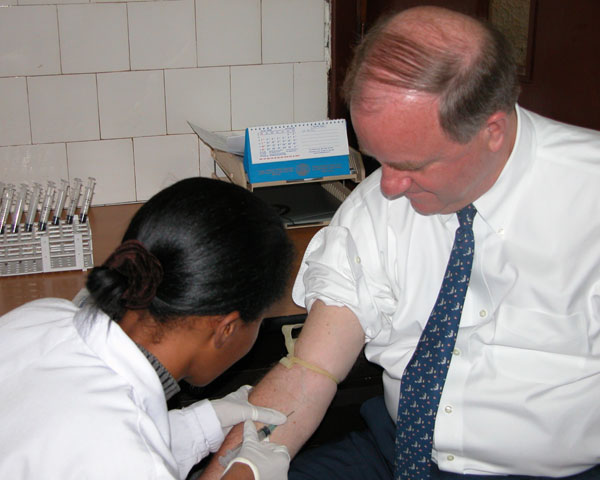
راندل ال توبیاس در حال انجام آزمایش HIV در اتیوپی، که هدف او کاهش داغ ننگ آزمایش HIV است.

آزمایش HIV جهت تشخیص ویروس اچ‌آی‌وی، ویروسی که عامل ایدز انجام می‌شوند و می‌توانند میزان پادتن، پادگن یا آران‌ای را شناسایی کنند.
بیماری ایدز و HIV با توجه بروز علایم و نشانه‌های بیمار، از طریق آزمایش و بررسی آن در آزمایشگاه تشخیص داده می‌شود. آزمایش HIV به همه کسانی که در معرض خطر قرار دارند توصیه می‌شود، که شامل هر فرد مبتلا به هر نوع بیماری آمیزشی است می‌شود. در بسیاری از مناطق دنیا، یک سوم حاملان HIV زمانی متوجه می‌شوند که در مرحله پیشرفته‌ای از این بیماری هستند و AIDS یا نقص شدید دستگاه ایمنی آشکار می‌شود.
پس از گذشت سه ماه از رفتار پرخطر یا رویدادی که مشکوک به انتقال ویروس به بدن فرد است، اگر نتیجهٔ آزمایش او منفی باشد، می‌توان به‌طور قطعی به عدم آلودگی او به ویروس اچ‌آی‌وی اطمینان یافت. یعنی باید سه ماه پس از رفتار پرخطر یا رویداد خطرزا، آزمایش داد تا نتیجهٔ منفی اطمینان‌آور باشد. آزمایش انجام شده سه ماه پس از رفتار یا رویداد پرخطر نیز تا حد زیادی اطمینان‌آور است. دربارهٔ این ویژگی تشخیص اچ‌آی‌وی/ایدز، مدت زمان سه ماهه پس از آخرین رفتار یا رویداد پرخطر مد نظر است، یعنی باید رفتار پرخطر کنار گذاشته شود و رویداد پرخطر دیگری رخ ندهد و سه ماه پس از آخرین رفتار یا رویداد پرخطر، آزمایش انجام شود. مدت زمانی را که ویروس به بدن شخص وارد شده اما به دلیل آن که مقدار کافی پادتن یا همان انتی بادی از گلوبولهای سفید (سلولهای دفاعی) در خون شخص ترشح نشده، نتایج آزمایش ممکن است منفی باشد، که اصطلاحاً دوره نهفتگی یا "window period" می‌نامند.به عبارت دیگر: ممکن است شخص مبتلا باشد ولی بعلت تولید ناکافی انتی بادی، ازمایش هنوز مثبت نشده باشد.لذا جهت اطمینان، ازمایش را سه ماه دیگر تکرار کنید. 

## آزمایش HIV
به‌طور کلی برای تشخیص ابتلا به اچ‌آی‌وی/ایدز، سه گروه اصلی آزمایش وجود دارد. این سه نوع عبارتند از آزمون آنتی‌بادی (پادتن)، آزمون آنتی‌ژن و آزمون سنجش مقدار. در آزمون آنتی‌بادی، وجود آنتی‌بادی یا پادتن تولید شده و ترشح شده در خون توسط گلبول‌های سفید دستگاه ایمنی بررسی می‌شود. در آزمون آنتی‌ژن، خون از نظر حضور خود ویروس مورد بررسی قرار می‌گیرد. آزمایش آنتی‌بادی یا پادتن دو گونهٔ اصلی است که عبارتند از الایزا (Elisa) و وسترن بلات (Western blolt). اگر در آزمایش الایزا، نتیجهٔ مثبت به دست آید، برای اطمینان و نتیجهٔ قطعی، باید آزمون وسترن بلات هم انجام شود. در مجموعهٔ آزمایش‌های آنتی‌بادی، آزمایش سریع یا رپید تست (Rapid test) نیز وجود دارد که نتیجهٔ آن در ۱۰ تا ۲۰ دقیقه آماده می‌شود و برای اطمینان، باید د وبار انجام شود یک نتیجهٔ مثبت یا منفی، دو بار به دست آید. آزمایش‌های آنتی‌ژن نیز دو گروه هستند: RT-PCR و P24. آزمایش پی‌سی‌ار، ژنوم ویروس در خون فرد را مورد بررسی قرار می‌دهد و اندکی گران‌تر است و امکان جواب کاذب نیز در آن وجود دارد.

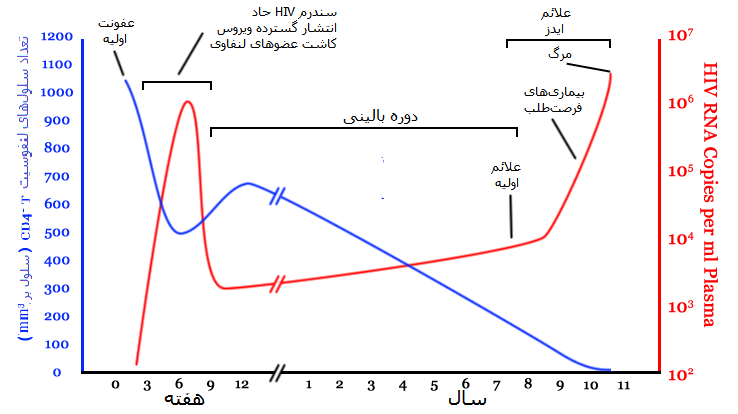
نمودار عمومی رابطهٔ میان نسخه‌های HIV(تکثیرشده از ویروس‌ها) و شمار CD4^{+} T با میانگین زمان ابتلاء به HIV بدون مراقبت؛ هربیماری شخص می‌تواند دوره را به قدر قابل توجهی تغییر دهد.
تعداد گویچه‌های سفید CD4^{+} T (سلول/میلی‌متر مکعب)
HIV RNA تکثیرشده بر میلی‌لیتر پلاسما

در اکثر افراد آلوده به HIV، در طول سه تا دوازده هفته پس از عفونت اولیه، یک سری آنتی‌بادی‌های خاص ایجاد می‌گردد. تشخیص اولیه HIV قبل از تغییر آنتی‌بادی، با اندازه‌گیری اچ‌آی‌وی-آران‌ای یا آنتی‌ژن P24 انجام می‌شود. نتایج مثبت به دست آمده توسط آنتی‌بادی یا آزمایش واکنش زنجیره‌ای پلیمراز (PCR)، توسط PCR یا توسط آنتی‌بادی دیگری تأیید می‌شوند.
آزمایش آنتی‌بادی در کودکان کمتر از ۱۸ ماه، به دلیل وجود مداوم آنتی‌بادی‌های مادری معمولاً نتیجه درستی نمی‌دهند. بنابراین عفونت HIV تنها توسط آزمایش PCR مربوط به HIV RNA یا DNA یا از طریق آزمایش آنتی‌بادی P24 قابل تشخیص است. در اکثر نقاط دنیا دسترسی به آزمایش PCR قابل اعتماد وجود ندارد و افراد باید تا زمانی صبر کنند که علائم پیشرفت کند یا سن کودک به اندازه کافی باشد و آزمایش آنتی بادی درستی نتیجه دهد. در کشورهای جنوب صحرای آفریقا در بین سال‌های ۲۰۰۷ و ۲۰۰۹، بین ۳۰ تا ۷۰ درصد مردم، از وضعیت HIV خود آگاه بوده‌اند. در سال ۲۰۰۹، بین ۴ تا ۴۲ درصد مردم مورد آزمایش قرار گرفتند. این ارقام نشان دهنده افزایش قابل توجهی نسبت به ده سال گذشته‌است.

## طبقه‌بندی عفونت HIV
از دو طبقه‌بندی اصلی برای مرحله‌بندی HIV و ایدز استفاده می‌شود، یکی توسط سازمان بهداشت جهانی (WHO) و دیگر توسط مرکز کنترل و پیشگیری بیماری (CDC). برنامه CDC بیشتر در کشورهای توسعه‌یافته‌استفاده می‌شود. از آنجا که برنامه WHO احتیاجی به آزمایش ندارد، بیشتر مناسب کشورهای در حال توسعه‌است که با کمبود لوازم روبرو هستند. علی‌رغم تفاوت‌های که این دو با هم دارند، اما می‌تواند هر دوی آن‌ها را از لحاظ آماری مقایسه نمود.
سازمان بهداشت جهانی برای اولین بار در سال ۱۹۸۶ تعریفی برای ایدز ارائه نمود. از آن زمان به بعد، مرحله‌بندی WHO برای چندین بار تغییر کرده و گسترش یافت، که نسخهٔ اخیر آن که در سال ۲۰۰۷ منتشر شده‌است. رده‌بندی مراحل تعیین شده توسط WHO به شکل زیر است:
- عفونت اولیه HIV: که یا بدون علامت است یا همراه با سندرم حاد ویروسی است.[۲]
- مرحله ۱: عفونت HIV بدون علامت با تعداد سلول‌های CD4 بیش از ۵۰۰ در هر میکرولیتر. ممکن است شامل بزرگ شدن گره‌های لنفاوی نیز باشد.[۲]
- مرحله ۲: علائم خفیف که ممکن است تغییر جزئی غشاء مخاطی و عود عفونت دستگاه تنفسی فوقانی را شامل شود و تعداد سلول‌های CD4 کمتر از ۵۰۰ در هر میکرولیتر است.[۲]
- مرحله ۳: علائم پیشرفته که ممکن است شامل اسهال مزمن و غیرعادی برای بیش از یک ماه شود، به همراه عفونت‌های باکتریایی شدید از جمله سل ریوی و همچنین تعداد سلول‌های CD4 کمتر از ۳۵۰ در هر میکرولیتر.[۲]
- مرحله ۴ یا ایدز: علائم شدیدی شامل توکسوپلاسموز مغز، کاندیدیاز مری، نای، نایژه یا شش و سارکوم کاپوزی. تعداد سلول‌های CD4 به کمتر از ۲۰۰ در هر میکرولیتر می‌رسد.[۲]

مرکز کنترل و پیشگیری بیماری آمریکا نیز ایجاد یک سیستم طبقه‌بندی برای HIV ارائه نموده و آخرین بار آن را در سال ۲۰۰۸ به روز رسانی کرده‌است. در این سیستم عفونت HIV بر اساس شمارش CD4 و علائم بالینی می‌باشد، عفونت را در سه مرحله توصیف می‌کند:
- مرحله ۱: تعداد سلول‌های CD4 بیشتر از ۵۰۰ در هر میکرولیتر بدون هیچ علائمی از ایدز
- مرحله ۲: تعداد سلول‌های CD4 بین ۲۰۰ تا ۵۰۰ در هر میکرولیتر بدون هیچ علائمی از ایدز
- مرحله ۳: تعداد سلول‌های CD4 کمتر از 200 در هر میکرولیتر یا وجود علائمی از ایدز
- نامعلوم: اگر اطلاعات کافی برای هر یک از مراحل فوق در دسترس باشد

اگر پس از درمان، تعداد سلول‌های CD4 خون به بیش از ۲۰۰ در هر میکرولیتر افزایش یابد یا بیماری دیگری به جز ایدز احتمال رود یا حتی درمان گردد هنوز هم تشخیص اینکه بیماری ایدز بوده باشد پابرجا خواهد بود.